# Quần chữ nhật

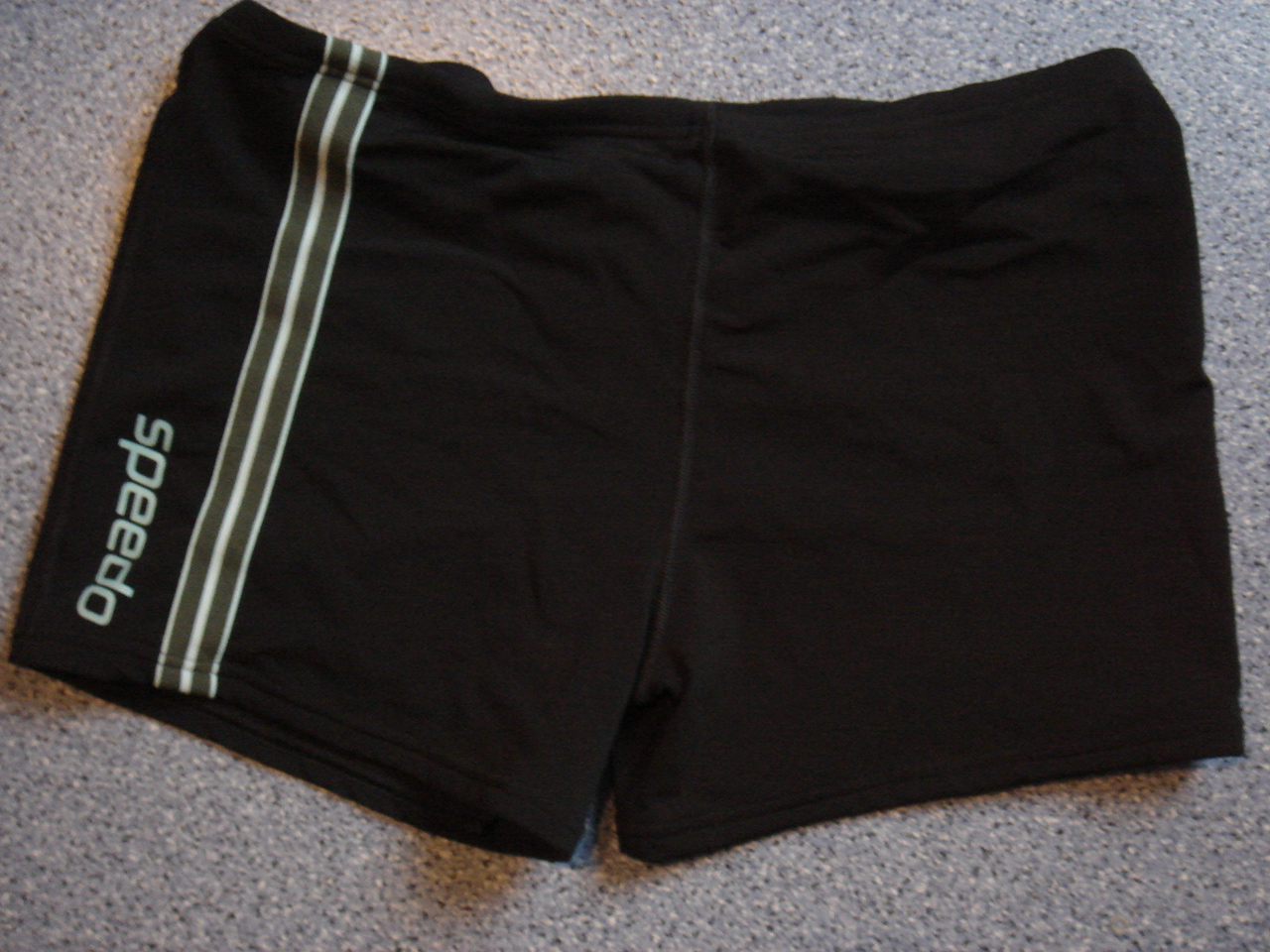
Sịp đùi bơi của Speedo

Quần chữ nhật (tiếng Anh Boxer briefs) là một loại quần lót nam được thiết kế để quần dài xuống chân một tí, giống quần đùi, nhưng lại ôm khít, tựa như quần sịp.
Quần chữ nhật được bán lần đầu tiên là vào khoảng năm 1990. Trước thời điểm này, chỉ có một vài nhà sản xuất có loại này, lúc đó, nó được gọi là "quần ôm đùi".
Mặc dù được giới thiệu là một thiết kế mới, nhưng thực sự nó lại khá giống với phần dưới của bộ áo liền quần hoặc quần lót dài từ những năm 1910.
Loại quần này rất phổ biến tại Mỹ, Australia, Anh Quốc, Canada và Pháp có thể là do sự kết hợp của hai loại quần đùi và quần sịp. Một số người thấy quần lót thì quá chật, số khác thì cho là quần đùi quá rộng. Người ta còn có thể tạo thêm khoảng trống cho quần để tăng không gian cho tinh hoàn và làm cho dương vật thoải mái hơn. Quần chữ nhật thường được các vận động viên sử dụng, hoặc để mặc thêm ngoài jockstrap nhưng cũng rất phổ biến để mặc hàng ngày.

## Thư viện hình

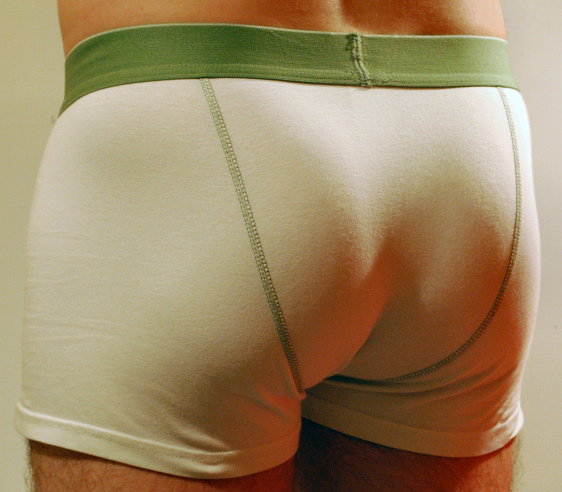
Quần ôm lấy vùng mông